# Goodnight Mommy
Goodnight Mommy (En Latinoamérica Buenas noches, mami, en España Buenas noches, mamá) es una película de terror psicológico estadounidense adaptación de la película austriaca de 2014, Ich seh, Ich seh. La película está protagonizada por Naomi Watts, con Cameron y Nicholas Crovetti. La película sigue a los hermanos gemelos que sospechan que su madre fue cambiada por un impostor, luego de su reciente cirugía en la que se llena de vendajes la cara.
Goodnight Mommy, mamá fue lanzado en Prime Video por Amazon Studios el 16 de septiembre del año 2022. La película recibió críticas mixtas de los críticos, destacando los cambios negativos de la nueva versión.

## Argumento
Los hermanos gemelos llegan a la casa de campo de su madre y descubren su rostro cubierto de vendajes, resultado, según explica ella, de una cirugía estética reciente. Sin embargo, a medida que su comportamiento se vuelve cada vez más errático e inusual, un pensamiento horrible se arraiga en la mente de los niños: la creciente sospecha de que la mujer debajo de la gasa no es su madre en absoluto.

## Reparto
- Naomi Watts como madre
- Cameron Crovetti como Elías
- Nicolás Crovetti como Lucas
- Jeremy Bobb como Gary
- Crystal Lucas-Perry como Sandy
- Peter Hermann como padre

## Desarrollo
En abril de 2021, Variety anunció que Playtime había comprado los derechos para una nueva versión de la película austriaca de 2014, Ich seh, Ich seh, que se estaba desarrollando con Amazon Studios y Animal Kingdom, con Matt Sobel como director, Kyle Warren como guionista y Naomi Watts como protagonista. y productora ejecutiva (junto con los escritores/directores originales Veronika Franz y Severin Fiala ). En junio de ese mismo año, Cameron y Nicholas Crovetti se agregaron al elenco, incluidos Jeremy Bobb , Crystal Lucas-Perry y Peter Hermann.
En agosto de 2022, se anunció que Alex Weston compondría la banda sonora de la película.

## Lanzamiento
Goodnight Mommy, mamá se estrenó en los Estados Unidos el 16 de septiembre de 2022 en Prime Video por Amazon Studios.

## Recepción
En el sitio web de reseñas Rotten Tomatoes, el 40% de las reseñas de 15 críticos son positivas. Metacritic, que utiliza un promedio ponderado, asignó a la película una puntuación de 46 sobre 100, basada en 5 críticos, lo que indica "críticas mixtas o promedio", destacando Peter Travers que: "los cambios hechos por amazon en favor de convertirla en una producción politicamente correcta e inclusiva, perjudicaron gravemente la visión artistica, y el producto final".